# Там, где кончается радуга
«Там, где кончается радуга» (англ. Where the Rainbow Ends) — это детская пьеса, первоначально написанная на Рождество 1911 года Клиффордом Миллсом и Джоном Рэмси. Музыка Роджера Квилтера.

## Сюжет
Это фантастическая история, в которой зритель наблюдает за путешествием четырех детей — двух девочек и двух мальчиков, а также их питомца львёнка — в поисках своих родителей. Чтобы их спасти, дети путешествуют на ковре-самолёте и сталкиваются на своём пути с различными опасностями, в которых их охраняет Сент-Джордж. Радужная история является символом надежды с её ковром-самолётом веры и её благородным героем в сияющих доспехах Сент-Джорджем, который в современной Англии, как и в былые времена, готов бороться, чтобы победить дракона зла. Бо́льшая часть истории разворачивается в «Земле Радуги», где живут говорящие животные, мифические существа и даже белая ведьма.

## История
Первое выступление состоялось в театре Савой, Лондон, 21 декабря 1911 года. В спектакле участвовал Реджинальд Оуэн в роли Сент-Джорджа из Англии и Лидия Билбрук, а также коллектив из 45 детей. В состав детской группы входил 12-летний Ноэль Кауард, а также Эсме Уинн-Тайсон, Гермиона Джинголд и Филип Тонг. В последующие несколько лет в спектакле участвовали многие будущие звезды, как например, Гертруда Лоуренс, Нора Суинбёрн или Джек Хокинс. Изначально спектакль продюсировал Чарльз Хотри, а набор и работу с детьми осуществляла Италиа Конти, которая в дальнейшем взяла на себя и обязанности продюсера. Спектакль был очень хорошо принят. «Таймс» назвала его в обзоре «совершенным», отметила «превосходно обученную массовку из маленьких фолк-танцоров», указала, что «партитура имела гармоничное и драматическое наполнение», а «реакции очень хорошо соответствовали замыслу», в то время как «Дейли Телеграф» заявила о премьере, что «регистрация на спектакль не могла бы быть более активной».
Чарльз Хотри предоставил Италии Конти полную свободу действий при подготовке спектакля, однако до первого посещения репетиций он не представлял, сколько музыки написал Роджер Квилтер. В результате сэр Хотри выразил опасения, что постановка больше напоминает оперу, чем пьесу. «Там, где кончается радуга» — масштабное сочинение в четырех актах (в определённый момент сгруппированных в три без потери материала). Италиа Конти была огромной движущей силой постановки. Она обладала богатой музыкальной и театральной подготовкой: ее отец Луиджи был певцом, племянником (или внучатым племянником) Анжелики Каталани. После успеха Радуги дети сами захотели продолжать работать с Италией, и поэтому была создана Академия её имени, ради работы в которой Италиа отказалась от актёрской карьеры.
Сюита Роджера Квилтера «Там, где кончается радуга» была исполнена 26 сентября 1912 года в Променадных концертах сезона 1912 года . Музыка стала известна во всем мире посредством Би-би-си, которая часто транслировала её по радио.
23 декабря 1937 года 11-летняя принцесса Елизавета (ныне королева Елизавета II) вместе со своей бабкой — королевой Марией (Мария Текская) посетили Холборн Эмпайр, чтобы увидеть спектакль. Королева и принцесса поднялись вместе с аудиторией и актерами и исполнили национальный гимн с новым, написанным специально к их посещению «радужным» куплетом.
После премьеры спектакля «Там, где кончается радуга» Клиффорд Миллс быстро трансформировал его сценарий в роман, который увидел ряд изданий.
В 1921 году режиссер Хорас Лайл Люкок снял фильм на основе спектакля. Это было одно из первых появлений на экране актёра Роджера Ливси.
Музыкальная пьеса ставилась на профессиональной сцене ежегодно в течение 49 лет (за исключением двух), в том числе во время обеих мировых войн. Несмотря на финансовый успех шоу и аншлаги, оно становилось всё менее популярным в театральной среде. Последняя профессиональная постановка была в театре Гранада, в Саттоне, Суррей, в сезоне 1959-60 годов, с Антоном Долиным в роли Святого Георгия. Шоу было, несомненно, успешным, и в течение многих лет на Рождество отрывки из «Там, где кончается радуга» ставились наряду с «Питером Пэном» (который был впервые представлен в 1904 году). После своего последнего профессионального сезона спектакль регулярно ставился любительскими коллективами по всей стране.
В 1976-77 годах спектакль играли в театре Гарднер, Брайтон, с Саймоном Джипс-Кентом в главной роли.
В 2015 году предполагалось возродить спектакль на основе полной партитуры Роджера Квилтера и с коллективом актёров, близким по размеру к оригинальной постановке.